# 巴賽克 (密蘇里州)
巴賽克（英語：Passaic）是位於美國密蘇里州貝茨縣的村。

## 人口
根據2020年美國人口普查的數據，巴賽克的面積為0.18平方千米，皆為陸地。當地共有人口26人，而人口密度為每平方千米144人。